# Hebron (Pensilvania)
Hebron es un lugar designado por el censo ubicado en el condado de Lebanon en el estado estadounidense de Pensilvania. En el año 2010 tenía una población de 1305 habitantes.

## Geografía
Hebron se encuentra ubicado en las coordenadas 40°20′21″N 76°23′55″O / 40.33917, -76.39861.. Según la Oficina del Censo de los Estados Unidos, Hebron tiene una superficie total de 0,2 mi² (0,5 km²), de la cual 0,2 mi² (0,5 km²) corresponden a tierra firme y 0 mi² (0 km²) es agua.